# 자코포 산소비노
자코포 산소비노(Jacopo Sansovino 1486년 7월 2일 ~ 1570년 11월 27일)는 이탈리아의 르네상스 시대의 건축가이자, 조각가이다. 베네치아의 주도적 건축가로 활약하며 전성기 르네상스 건축을 도입했다.

## 주요 작품

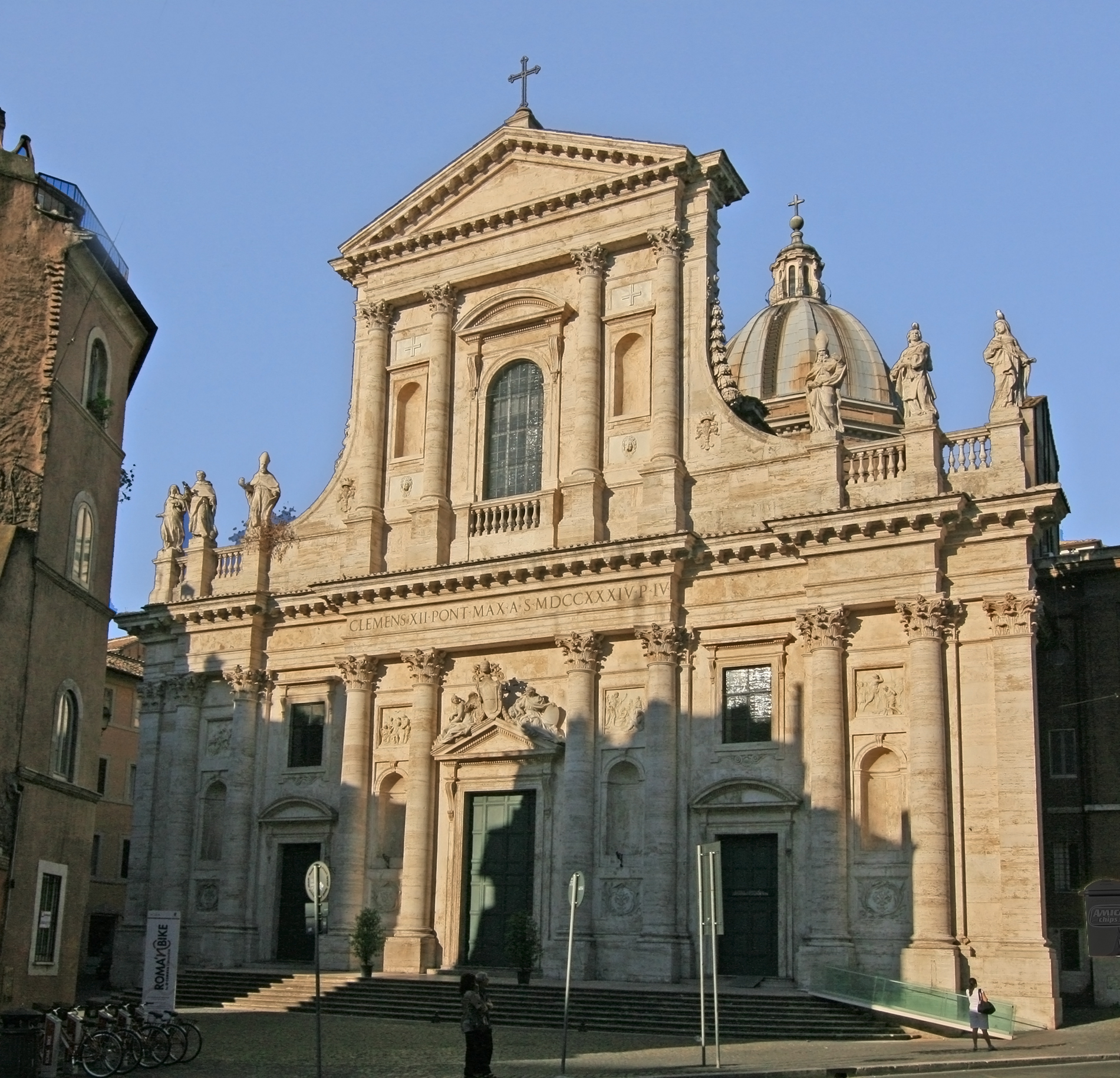
Basilica of San Giovanni dei Fiorentini
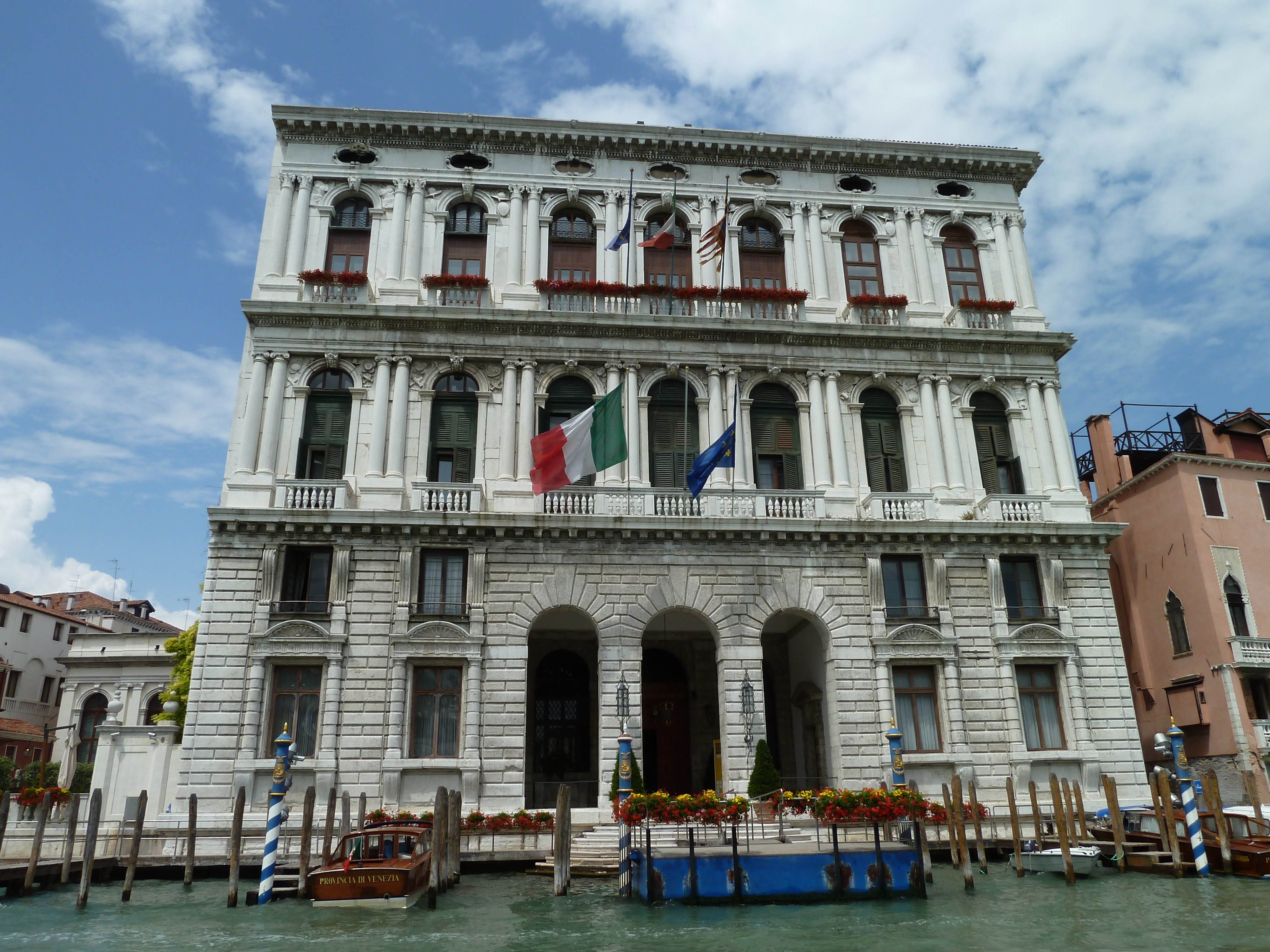
Palazzo Corner
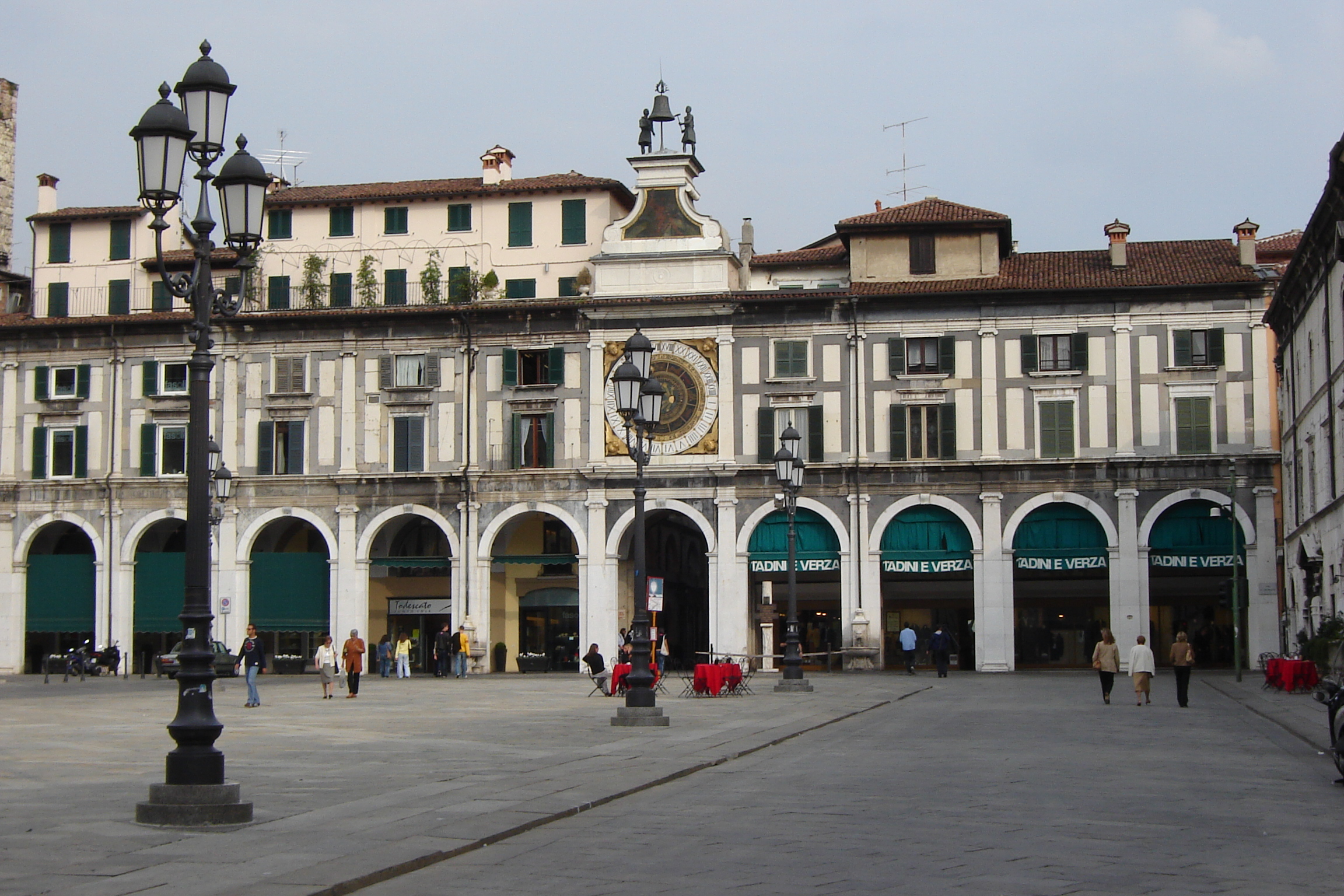
Piazza della Loggia
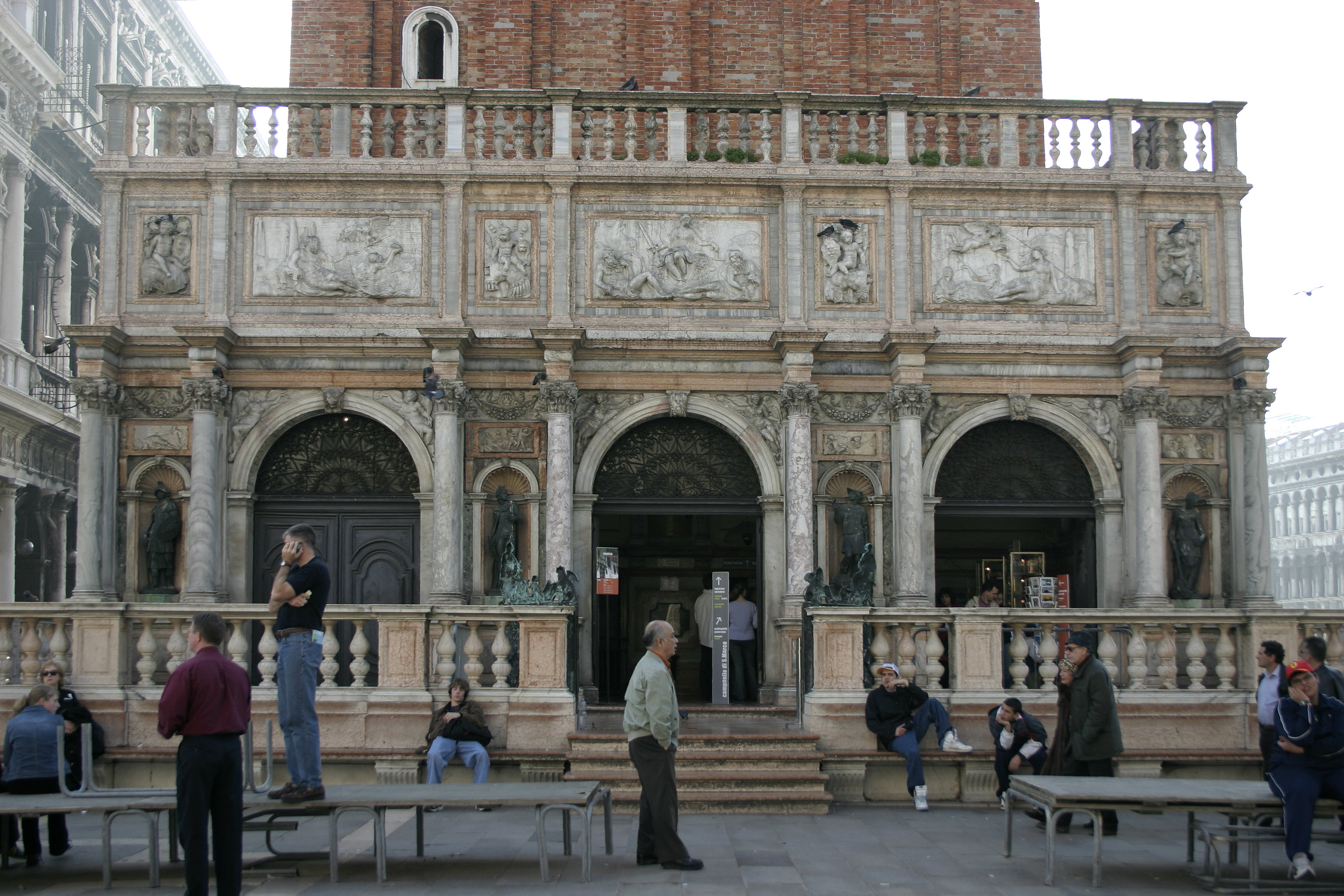
로제타